# マルク・パンシェルル
マルク・パンシェルル（Marc Pincherle, 1888年6月13日フランス領アルジェリア、コンスタンティーヌ生 - 1974年6月20日　フランス、パリ没) は、フランスの音楽研究家、ジャーナリスト。フランスの音楽学者、音楽評論家、ヴァイオリニストであり、ルイ・ラロイ、アンドレ・ピロ、ロマン・ロランに音楽史を学ぶ。1913年、パリ大学にてアントニオ・ヴィヴァルディに関する博士論文を発表。1927年以降『モンド・ミュジカル』誌の主筆を務める。
1948年にフランス音楽会の会長に就任、1956年に同会の名誉会長に就任。17～18世紀の器楽音楽、ヴァイオリン音楽の権威。特にアントニオ・ヴィヴァルディの研究で知られ、作品番号として一連番号『パンシェルル番号』を付した。

## 著作
- 作曲家及びヴィルトォーゾとしてのヴァイオリニスト達：Les Violinistes compositeurs et virtuoses （ Laurens、1922、パリ）
- コレッリ Corelli（Alcan、パリ、1933）
- 四重奏の楽器　Les instruments du quatuor（Presses Universitaires de France、1947年、パリ／1970年、第３版）／邦訳（1970年の第3版）『ヴァイオリン族の楽器』 山本省、小松敬明共訳 文庫クセジュ:659（白水社 1983）
- アントニオ・ヴィヴァルディと器楽音楽：Antonio Vivaldi et Musigue Instrumentale （ Floury、1948、パリ）／ヴィヴァルディ、バロックの天才 Vivaldi:Géniedubaroque（Christopher Hatchによる英訳、1957）
- 室内楽のオーケストラ L'orchestre de chambre（Larousse、パリ、1948）
- ジャン・マリー・ルクレール JeanMarieLeclairl'aîné （La Colombe、パリ、1952年）
- コレッリとその時代 Corelli et son temps （ÉditionsLeBonPlaisir、パリ、1954年）
- ヴィヴァルディ：Vivaldi（パリ、1955年）／邦訳『ヴィヴァルディ　作品と生涯』早川正昭／桂誠＝共訳 （音楽之友社、1970年）
- 図解 音楽の歴史 Histoire illustrée de la musique. （Gallimard、Paris 1959）／邦訳 『音楽の歴史』 1、2　皆川達夫 監修 城戸朋子 訳（PARCO出版局、1975年）
- ヴィルトォーゾの世界 Le Monde des virtuoses （Flammarion、1961年）／邦訳『ヴィルトゥオーソの世界』横山一雄 訳（音楽之友社、1967年）
- ヴァイオリン Le Violon （Presses Universitaires de France、パリ、1966）／邦訳『ヴァイオリン』山本省 他訳 文庫クセジュ:411（白水社 1983）
- タルティーニア Tartiniana （CEDAM、パドヴァ、1972年）